# إليزابيث لوتيانز
إليزابيث لوتيانز بالإنجليزية Elisabeth Lutyens (و. 9 يوليو 1906 – ت. 14 أبريل 1983) مؤلفة موسيقية إنجليزية.
تدعى «ليزي مؤلفة أسلوب الاثنتي عشرة نغمة»، كانت إليزابيث لوتيانز إحدى أكثر المؤلفات البريطانيات راديكالية في جليها. رغم أن الموسيقى التي كتبها المؤلفون الفيناويون من المدرسة التسلسلية شونبرج وأنطون فيبرن كانت تعزف في لندن أثناء شبابها، دائما ادعت لوتيانز أنها طورت طريقة الاثنتي عشرة نغمة الخاص بها مستقل عنهم، وبالتأكيد أظهرت اعتماد شديد على نفسها خلال مشوارها الفني. كان أسلوبها دائم التغير والتطور، وموسيقاها المعقدة لكن المجزية في النهاية أصبحت خارج وداخل التقليد، رغم أن أفضلها لم يلقى قط الانتباه التي تستحقه.

## حياتها
ولدت لوتيانز في أسرة موسرة حيث كان والدها المهندس المعماري إدوين لوتيانز ووالدتها ليدي إميلي ليتون، أصبحت تابعة لكريشنا. قررت من سن مبكرة أن تصبح مؤلفة موسيقية درست لوتيانز فترة قصيرة في إيكول نورمال في باريس في أواخر سن المراهقة ثم في الكلية الملكية للموسيقى. استغرق منها الأمر بعض السنوات لتجد لغة موسيقية ترضى عنها، ولاحقا سحبت معظم أعمالها قبل العمل الساحق "كونشرتو الحجرة رقم 1”
كانت أوائل الأربعينات فترة تجريبية، وصلت ذروتها في عملها المجيد الكنتاتا سنة 1946، على كلمات لرامبو. في هذا الوقت كانت قد تركت زوجها المطرب إيان جليني من أجل رجل آخر يدعى إدوارد كلارك، وهو طالب سابق لدى شونبرج وشخصية بارزة في الدوائر الموسيقية المعاصرة. ولسوء الحظ لم يكن لدى كلارك وظيفة فترك لوتيانز مع مسئولية إعالته وإعالة أبنائها الأربعة، وفعلت ذلك بكتابة أعمال للأفلام والإذاعة. صارت شخصية معروفة ضمن الكتاب والفنانين الذين ارتادوا الحانات في لندن ورافقت المشاهير أمثال ديلان توماس ولويس ماكنيس وفرانسيس بيكون.
بعد تعافيها من الانهيار العصبي وإدمان الكحول في بداية الخمسينات بدأت لوتيانز تؤلف بعض من أكثر أعمالها إبهارا مع ذلك أعمال مثل "الرباعية الوترية رقم 6” كانت متقدمة أكثر من اللازم على المؤسسة الموسيقية البريطانية وقلما تعرض. العرض الأول الناجح لعملها Quincunx للباريتون والسوبرانو والأوركسترا شهد بداية التغيير في استقبال موسيقاها. المناخ الموسيقي الأكثر مغامرة للستينات والسبعينات كان أكثر انفتاحا لأسلوبها غير المألوف، وأنتجت سلسلة أعمال هامة، مثل "فجأة حل المساء" وهو لحن لأربع قصائد لسلفاتوري كزيمودو للتينور والفرقة الآلية و"جوهر سعادتنا" الذي استخدم نصوص إسلامية وكلمات الشاعر جون دون.
أثناء هذه الفترة، تكليفها بكتابة موسيقى للأفلام وفر للوتيانز مصدر المال اللازم. كتب هذا تقريبا حصريا لأفلام الرعب ذات الميزانية المنخفضة التي قدمتها شركة «هامر للأفلام» في الستينات والشركة المقابلة لها «أفلام أميكاس». وثمة سخرية محددة في حقيقة أن اللغة الموسيقية تعتبر بنفس الصعوبة في قاعات الكونسير تعتبر مقبولة تماما في أفلام مثل «الجمجمة» و«مسرح الوفاة».
في سنواتها اللاحقة أصبحت موسيقى لوتيانز أقل جفاءا وأكثر غنائية، لكن قبل وفاتها أصبحت معروفة لذكائها وآراءها المعلنة عن المؤسسة الموسيقية البريطانية وأيضا لموسيقاها.

## روابط خارجية
- إليزابيث لوتيانز على موقع IMDb (الإنجليزية)
- إليزابيث لوتيانز على موقع ميوزك برينز (الإنجليزية)
- إليزابيث لوتيانز على موقع أول ميوزيك (الإنجليزية)
- إليزابيث لوتيانز على موقع ديسكوغز (الإنجليزية)
- إليزابيث لوتيانز على موقع قاعدة بيانات الفيلم (الإنجليزية)